# The Vagabond King (1956)
The Vagabond King is een Amerikaanse muziekfilm uit 1956 onder regie van Michael Curtiz.

## Verhaal
In 1461 kroont koning Lodewijk XI de bedelaar François Villon tot „koning voor één dag”. Hij trommelt de andere bedelaars bij elkaar om te vechten, wanneer Parijs wordt aangevallen door de Bourgondiërs.

## Rolverdeling
| Acteur             | Personage              |
| ------------------ | ---------------------- |
| Kathryn Grayson    | Catherine de Vaucelles |
| Oreste Kirkop      | François Villon        |
| Rita Moreno        | Huguette               |
| Cedric Hardwicke   | Tristan                |
| Walter Hampden     | Koning Lodewijk XI     |
| Leslie Nielsen     | Thibault d'Aussigny    |
| William Prince     | René de Montigny       |
| Jack Lord          | Ferrebouc              |
| Billy Vine         | Jacques                |
| Harry McNaughton   | Colin                  |
| Florence Sundstrom | Margot                 |
| Lucie Lancaster    | Margaret               |
| Raymond Bramley    | Scar                   |
| Gregory Morton     | Antoine De Chabannes   |
| Ralph Sumpter      | Bisschop               |